# Nikola Radičević
Nikola Radičević (Čačak, Serbia, 25 de abril de 1994) es un jugador de baloncesto serbio que pertenece a la plantilla del Morabanc Andorra de la Liga Endesa. Con 1,97 metros de altura juega en la posición de base.

## Trayectoria deportiva

### Categorías inferiores
Nacido en la localidad serbia de Čačak y formado en los escalafones inferiores del Partizán de Belgrado, Radicevic ha sido incluido en el quinteto ideal del Campeonato de Europa júnior en 2012, donde ha promedó 12.4 puntos, 2.9 rebotes y 5.1 asistencias por partido.

### Profesional
En 2012 llegó a España para probar en el Cajasol Sevilla. El joven jugador serbio firma un contrato de cinco temporadas, participando habitualmente en la dinámica de entrenamientos del primer equipo y jugando en el filial de la Liga EBA. 
En junio de 2014 se confirmó su plaza en el primer equipo del Cajasol-Banca Cívica.
El 25 de junio de 2015, fue seleccionado en la posición número 57 del Draft de la NBA de 2015 por los Denver Nuggets.
En agosto de 2017 firmó  contrato por tres temporadas con el Estrella Roja de Belgrado.
Después de 6 meses en Belgrado, en enero de 2018 ficha por el CB Gran Canaria de la Liga ACB hasta el final de temporada.
Tras finalizar su contrato con el Gran Canaria se compromete por tres años con el equipo italiano del Dolomiti Energia Trento.
En febrero de 2020, el CB Gran Canaria llega a un acuerdo con UCAM Murcia CB para realizar un intercambio de bases y se marcha cedido al conjunto murciano hasta el final de la temporada, a cambio de la llegada de Manu Lecomte.
El 27 de febrero de 2021, firma por el Trefl Sopot de la Polska Liga Koszykówki, tras haber comenzado la temporada 2020-21 en las filas del Promitheas Patras.
El 1 de julio de 2021, firma por el Krepšinio klubas Lietkabelis de la Lietuvos Krepšinio Lyga.
El 28 de junio de 2022, firma por el RETAbet Bilbao Basket de la Liga ACB por una temporada.
En la temporada 2023-24, firma por el KK Cedevita Olimpija con el que disputa la Telemach League y la ABA Liga.
El 4 de noviembre de 2024, firma por dos meses por el Morabanc Andorra de la Liga Endesa.